# Landtagsgebäude (Bozen)

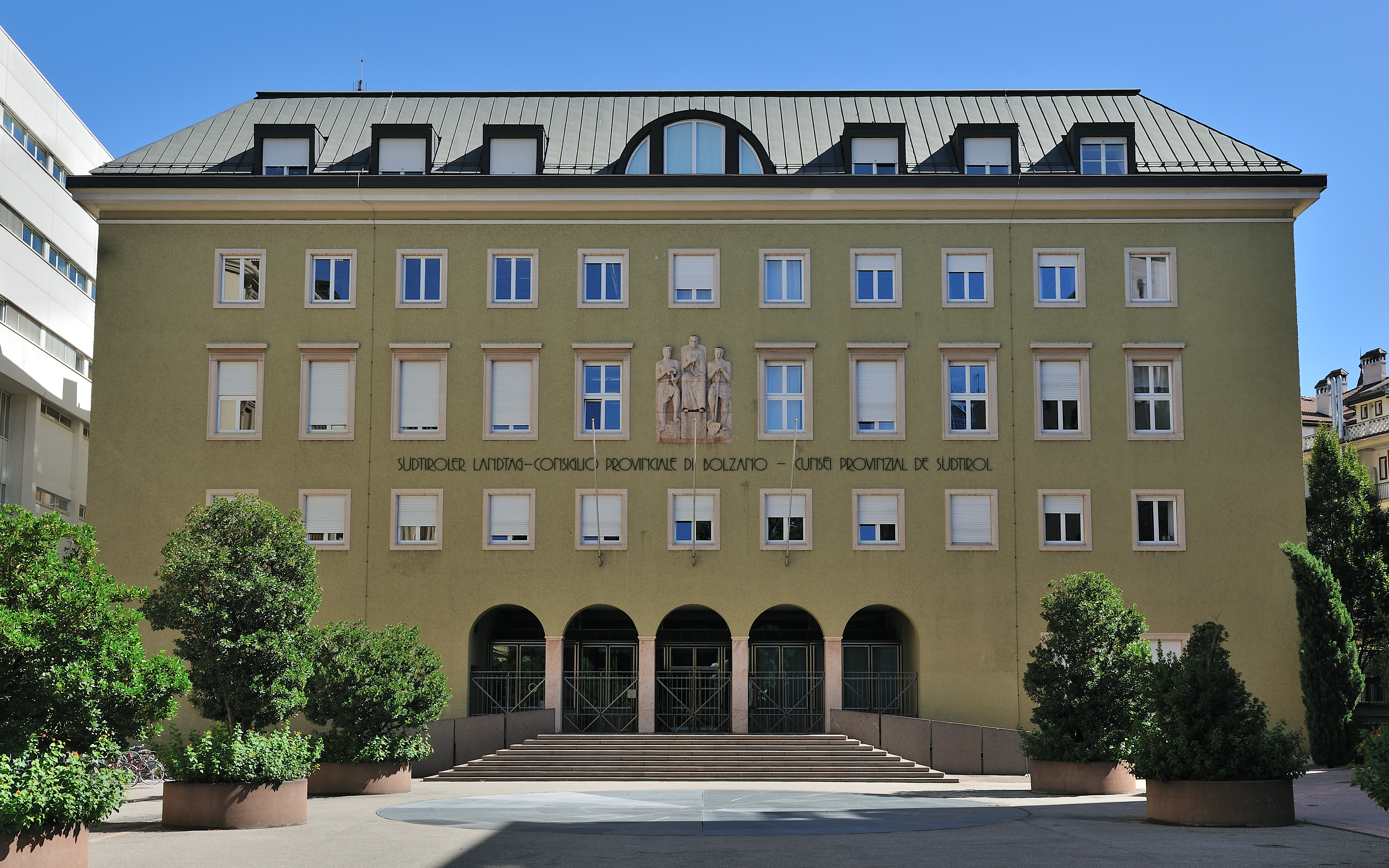
Landtagsgebäude in Bozen

Das Landtagsgebäude in der Südtiroler Hauptstadt Bozen ist der Sitz des Südtiroler Landtags. Für die Dauer einer halben Legislaturperiode tagt hier auch der Regionalrat Trentino-Südtirol. Das Landtagsgebäude befindet sich am Silvius-Magnago-Platz neben dem Palais Widmann. Es wurde 1953 fertiggestellt und ist ein Werk der Bozner Architekten Luis Plattner und Guido Pelizzari.

## Künstlerische Ausstattung
1954 veranlasste der damalige Landeshauptmann Karl Erckert einen Wettbewerb zur künstlerischen Gestaltung des Sitzungssaals. Es beteiligten sich 14 Künstler, die gemäß Ausschreibungskriterien allesamt aus Südtirol stammen mussten. Ihre Werke sollten „den wirtschaftlich-kulturellen Fortschritt sowie auch die einzelnen Landschaften Südtirols“ illustrieren.
Den ersten Preis der Jury gewann das Fresko von Karl Plattner, der damals in Brasilien lebte. Der Künstler reiste zur Verwirklichung seiner Arbeit eigens nach Bozen zurück. Das Fresko zeigt in der Bildmitte geometrisch durchstrukturiert die Stadt Bozen mit dem Dom und den Lauben. Links davon pflügen zwei Bauern mit einem Ochsengespann ein Feld, hinter dem ein kleines Dorf erscheint. Rechts wird ein Apfelbaum vor dem Hintergrund einer Berglandschaft geerntet. Zusammen repräsentieren die einzelnen Bildteile die kaufmännischen und agrarischen Traditionen Südtirols. Plattner konnte das Fresko nach 16 Monate in Anspruch nehmender Arbeit rechtzeitig zur Herbstsession des Landtags 1955 vollenden.
Den zweiten Preis der Jury hatten ex aequo Heiner Gschwendt, Hans Prünster und Siegfried Pörnbacher gewonnen. Pörnbachers Einsendung wurde im großen Kommissionssaal verwirklicht. Es zeigt eine in leuchtenden Farben ausgearbeitete bukolische Szene mit Bauern bei der Feldarbeit. Auch Peter Fellin konnte seinen Wettbewerbsbeitrag im Atrium des Landtags anbringen. Sein in Grautönen realisiertes Werk illustriert am Modell der alten Kastelruther Brücke die kulturelle Brückenfunktion Südtirols. Zur Linken und zur Rechten wird das Bauwerk symbolhaft von der weltlichen und kirchlichen Macht flankiert. An der Brücke sind die Namen Arbeos von Freising, Meinhards II., Walthers von der Vogelweide, Michael Pachers, Beda Webers und Andreas Hofers eingefügt.
Im Korridor des ersten Stocks befinden sich zwei Keramikarbeiten von Maria Delago. Sie zeigen Bauern bei der Weinlese sowie eine ländliche Tanzszene. Über dem Eingang an der Fassade des Gebäudes ist eine Steinplastik des Bildhauers Eraldo Fozzer angebracht. Dabei wird eine die Provinz Bozen (bzw. Südtirol) symbolisierende Frau in der Mitte von zwei Arbeitern flankiert, die mit Schaufel und Hammer ausgerüstet die Landwirtschaft und die Industrie repräsentieren.